# 潜水艦指揮課程
潜水艦指揮課程（Submarine Command Course, SMCC）はオランダ海軍が運営する潜水艦の指揮を執る海軍士官を養成する課程。以前は創設者であったイギリス海軍との共同運営であった。創設時には潜水艦指揮官認定課程（Commanding Officers Qualifying Course, COQC）と呼ばれていた。その合格率の低さゆえに非公式にペリッシャー（Perisher）とも呼ばれる。
第一次世界大戦中にイギリス海軍によって創設されたこの課程は、本来、潜水艦指揮官の高い損耗率により、戦時の死によって士官から士官へと手渡しで先行者の方法論が伝えられていくのが妨げられることに対処することが意図されていた。
引き続く第二次世界大戦では、オランダ海軍も課程に参画した。オランダは後にイギリスとともに課程を運営するパートナーとなり、後にイギリス海軍が完全に原子力潜水艦隊に転換した後は、ディーゼル・エレクトリック方式の通常動力型潜水艦のための課程を運営する責任を引き継いだ。他の国々からの士官たちも定期的にこの課程に参加している。
4ヶ月にわたる課程は4つのステージに分かれて実施される。第1段階と第3段階では陸上のシミュレータにおいて行なわれ、第2段階には洋上での学習が含まれている。第4段階は評価であって、候補生たち（最大でも6人）は戦時と同様の条件下で助けを受けることなく潜水艦を指揮する能力を示さなければならない。本課程の合格率はわずか70%であり、失敗した候補生たちは潜水艦勤務を続けることはできない。

## 編成と歴史
第一次世界大戦に先立って、潜水艦の指揮に関連する知識はある艦の指揮官から後任に受け継がれてきた。しかしながら、戦争中の高い損耗率によりこうした養成法は常には受け継がれず、経験に乏しい潜水艦指揮官ほど、自らの死と艦の損失をもたらす過誤をいっそう犯しやすかった。1917年、イギリス海軍は指揮官候補者のための潜水艦指揮官認定課程を創設した。
引き続く第二次世界大戦では、オランダ海軍が士官を課程に送り込み始めた。イギリス海軍とオランダ海軍は1995年まで、合同で潜水艦指揮課程の運営に責任を負っていた。
イギリス海軍の潜水艦隊が原子力潜水艦のみの艦隊に転換すると、オランダはディーゼル・エレクトリック潜水艦のための潜水艦指揮課程の運営の責任を引き継いだ。本課程は、2004年にISOに認定された。
本課程は他国の海軍からの潜水艦乗りが参加しており、オーストラリア海軍、ブラジル海軍、カナダ海軍、デンマーク海軍（潜水艦戦力の廃止以前）、韓国海軍、そしてアメリカ海軍からの参加者がいる。

## 課程の構成
ディーゼル・エレクトリック課程は4ヶ月にわたり、陸上のシミュレータと、ノルウェーおよびスコットランド沖での戦時同様の条件での洋上での作戦行動とが組み合わされている。最大でも課程参加者は6人であり、先生（Teacher）と呼ばれる指導官の監督下に置かれる。課程は4つの段階に分かれており、最初の段階ではデン・ヘルダーにあるオランダのワルラス級潜水艦シミュレータでの訓練である。第2段階はCOCKEX（かつてのCOQCの転訛と軍事演習の標準的な短縮形をつなげたもの）では、候補者を洋上に連れ出し、戦術的な安全性に関する訓練とともにシミュレータでまなんだ技量を実践させる。候補生たち第3段階でシミュレータに戻り、潜水艦指揮の戦術的な側面（交戦規則、回避手段、および迎撃手順を含む）と個人の管理スキル（ストレス・マネージメント、作業条件の維持、および医療スキル）について、その他の指揮に必要なスキルとともに教わる。最後に、候補生たちは「コックファイト」（Cockfight）のために海に戻る。コックファイトでは指導官たちが個々の潜水艦乗りが独立して潜水艦を指揮する能力を評価する。この間、候補生たちは互いにわずかな休息をとりつつ、いくつもの戦時同様の演習に対応する。2004年の課程からは、演習のタイプのひとつの例において、候補生たちは機雷敷設のため、水面と艦橋のクリアランスが6m未満で頭上をフェリーが行きかい、港内の海底と艦底との間はそれすら下回る間隔しかない港（海軍基地をシミュレートする）に、戦闘艦が潜水艦を討ち取ろうとアクティヴ・ソナーを使用するなか、指揮する潜水艦を接近させることが要求される。
この課程のニックネームである「ペリッシャー」は70%という低い合格率に由来する。この低い合格率は候補者が課程に失敗したという事実と、多くの場合、潜水艦勤務をもはや許されないといった点が結びついている。マーク・エルゼンゾーン中佐（Commander Marc Elsensohn）によれば、2004年のディーゼル・エレクトリック課程の指導官は、主たる失敗の理由は候補生たちが状況認識をすっかり失ってしまい、視野狭窄を示したり、単一のツールや作戦の側面に過度に依存したことであるとした。誤りを犯したとしても、誤りを犯したことが認識され、潜水艦が危険にさらされる前に修正される限り、候補生が自動的に落第するわけではない。もし候補生が課程に失敗すれば、潜水艦は浮上し、ヘリコプターまたはボートによって最初の機会に潜水艦から下ろされる。